# Ahrenshagen-Daskow
Ahrenshagen-Daskow est une municipalité allemande du land de Mecklembourg-Poméranie-Occidentale et l'arrondissement de Poméranie-Occidentale-Rügen.

## Source de la traduction
- Ulrich Steinhauer (1956-1980), militaire né à Behrenshagen.